# 九段下ビル
九段下ビル（くだんしたビル）は、東京都千代田区神田神保町3丁目にかつて存在した雑居ビルである。旧称は今川小路共同建築。南省吾が設計し、関東大震災の復興助成を受けて1927年に竣工した耐火建築の店舗併用住宅。同潤会アパート・復興小学校・聖橋などと並び、震災後の東京のランドマークになった。鉄筋コンクリート造の中規模ビルディングで、1階は路面店舗、2階には商店主の居宅、3階は貸事務所という配置であった。屋上付帯設備を含め地上4階建てで、磁器タイル仕上げとなっていた。これは、当時の小規模ビルディングの特徴をよく伝えている。

## 入居者
耐火建築助成を目的とした公的資金融資の日本初の実施例となった「復興建築助成株式会社（自主的に耐火建築を行おうとする市民に建設費を融資し、耐火建築化を促進する建築会社）」事業に基づき、狭小な敷地において耐火建築を実現するのに最適な方策として、共同建築（連続する幾つかの土地の使用権者が共同して建てる建築）が推奨された。「今川小路共同建築」はその共同建築第一例であり、当地の元借地人であった８人が土地を買い取って共同建築主となり、助成会社の助言により、店舗と住居（1、2階メゾネット）のほか、貸室経営を行うための上階（3階）を設ける設計となった。
関東大震災で被災した近隣の商店主達が共同出資して組合を作り、復興助成会社による低利融資を受けて建設された震災復興建築の一つであり、当初は出資額に応じて持ち分が割り振られていた。看板建築の個人商店が立ち並ぶ町を立体化することで、土地の有効活用や災害耐性の強化などを図る目論見で、同種の企画は他にも立てられていたが、商業施設兼用の復興住宅として実現に至ったのは九段下ビルだけであった。
1935年にはニットー・タイヘイ東京吹込處が置かれ、多くの流行歌がここで収録された。また戦後の昭和30年代以降、中根速記学校が当ビルに長らく入居していた。その後3階は区割りされ賃貸事務所に転用された。
入居していた一色登希彦は元町夏央などと共著による、ビルを舞台としたアンソロジー漫画『九段坂下クロニクル』 (ISBN 978-4091884893)を刊行している。
このビルに最後まで居住していたのは画家の大西信之。解体工事が始まる直前の2011年12月末まで居住していた。後述の展示会も「このビルのことをもっと多くの人に知ってほしい」との思いから大西が企画したものである。

## 老朽化と解体
都心の超一等地にあるためバブル景気時には地上げの格好のターゲットにされ地権が複雑化したが、その後のバブル崩壊によって沙汰止みになった。補修の手が加えられぬまま外壁の老朽化が進んだため、外壁を剥落事故防止用のネットで覆っていた。ただ、老朽化し廃墟の様相を呈した雰囲気が、逆に多くの人を惹きつけることにもなった。
この老朽化した外装とは裏腹に、構造体としての鉄筋コンクリートは、建築当時は主流であった上質な川砂を使っていることもあり、築80年以上経ても長らく大きな劣化は見られなかった。
しかし、2011年3月11日に発生した東日本大震災では震度5強の揺れにより被災し（ビルから徒歩数分の距離にあり、同じく昭和初期に建てられた九段会館は、天井が崩落し死者を出す被害を出した）、耐震性の保証が難しくなったことから、所有者においてビルの維持は難しいとして解体が決定した。
2011年9月、解体工事が開始されるとの告知貼り出しと、ビル左約3分の1について養生、足場組立が行われた。同月下旬、同部分に限り解体開始。残存部分で営業していた1階テナントも順次閉店、退去開始。。
2011年12月、全面解体の見通しの旨がマスメディア（紙媒体／web媒体）で報じられ、解体を惜しむ声がウェブ上に多数上がった。併せて、使用可能な居室を使ってのギャラリーとしての展示会が連日開かれていた。
そのため通常は立ち入る事が出来ない建物内を一部見学可能にしていた。
翌2012年1月には全面的な解体を開始。同年2月上旬には完全に解体され更地化、85年に渡るビルの歴史を閉じた。
2013年4月、本ビルの跡地を学校法人専修大学が取得した。
2020年4月、跡地に2020年専修大学神田高層新校舎（10号館）が竣工し、運用が開始された。